# Poljska nasledstvena vojna
Poljska nasledstvena vojna je potekala med letoma 1733 in 1735 med Avstrijo in Rusijo na eni ter Francijo, Španijo in Savojo-Sardinijo na drugi strani.
Povod za vojno je bila smrt poljskega kralja Avgusta II. Močnega. Ob izbiri njegovega naslednika je bilo poljsko plemstvo neenotno, kar je omogočilo tujim silam, da so se vmešale in uveljavljale svoje interese. Francija in Španija sta vojno razširili v Porenje in Italijo. Mirovna pogodba, dokončno potrjena šele leta 1738, je potrdila poljsko krono sinu prejšnjega kralja, saškemu volilnemu knezu Frideriku Avgustu II., ki je postal poljski kralj Avgust III.; uveljavila je velike ozemeljske prerazporeditve v Italiji in zagotovila Franciji Lotaringijo.

## Dogodki na Poljskem
Poljsko plemstvo po smrti kralja Avgusta II., Močnega (1. februar 1733) ni bilo enotno glede izbire njegovega naslednika. Poljske sosede, Avstrija, Prusija in Rusija, so se sprva zavzemale za kandidaturo portugalskega princa Emanuela, nečaka cesarja Karla VI. Ko pa se je izkazalo, da ta nima nobene možnosti za izvolitev, sta Avstrija in Rusija podprli kandidaturo sina prejšnjega kralja, saškega volilnega kneza Friderika Avgusta II. Podpora tujcu je poenotila Poljake v podpori kandidatu poljske narodne stranke Stanislavu Leszczyńskemu (ki je bil pod zaščito Švedov poljski kralj že v letih 1704-09, po švedskem porazu pri Poltavi proti ruskemu carju Petru Velikemu pa je moral poljsko krono vrniti Avgustu Močnemu). Poljski sejm je v prisotnosti 12.000 delegatov septembra 1733 v Varšavi izvolil Stanislava Leszczyńskega za poljskega kralja.
Rusija je naslednji mesec v odgovor poslala nad Varšavo veliko vojsko. Leszczyński je zbežal v Gdansk. Rusi so v novem sejmu (3.000 delegatov) uveljavili izvolitev saškega volilnega kneza, ki je postal poljski kralj z imenom Avgust III., in začeli oblegati Gdansk. Ker pa je bil Stanislav Leszczyński tast francoskega kralja Ludvika XV., je bilo to za francoskega ministrskega predsednika kardinala Fleuryja priložnost, ki se mu je ponudila, da z vojsko reši problem, ki se je nakazoval s krepitvijo vezi med vovjodino Lotaringijo in Avstrijo. Francijo je povezal s Španijo in Savojo-Sardinijo v protihabsburško koalicijo in oktobra 1733 napovedal Avstriji vojno, češ da se vpleta v poljsko dinastično vprašanje. Obleganemu Gdansku je poslal po morju pomoč, ki pa je bila premajhna, da bi lahko uspela. Junija 1734 so Rusi zavzeli Gdansk. Leszczyński se je zatekel v Prusijo. Skupina njegovih poljskih plemiških pristašev je ustanovila novembra 1734 vojaško organizacijo konfederacija dzikowska, ki se je skušala boriti proti Rusom, a brez uspeha.
Burbonski državi, Francija in Španija, sta se udeležili poljske nasledstvene vojne predvsem zaradi svojih interesov v Porenju in Italiji.

## Boji v Porenju in Italiji
Francosko, več kot stoletno prizadevanje, razširiti Francijo do Rena, je ogrožala načrtovana poroka med lotarinškim vojvodo Francem I. in avstrijsko dedinjo nadvojvodinjo Marijo Terezijo, ki bi pripeljala Lotaringijo med avstrijske dedne dežele. Zato je francoska vojska tri dni po vojni napovedi Avstriji vdrla v Lotaringijo in z zavzetjem Kehla (oktober 1733) pri Strasbourgu prestopila Ren. Istočasno je Savoja-Sardinija vdrla v Lombardijo in je Španija preko Toskane in papeške države napadla  kraljestvo Neapelj-Sicilija.
Avstrija se je znašla v nezavidljivem položaju. Svojo vojsko je v zadnjih letih precej zanemarila. Pričakovala je pomoč Velike Britanije in Nizozemske, ki pa sta ostali nevtralni. Zaveznica Rusija je bila predaleč od bojišč. Pruski kralj Friderik Viljem I. je sicer ponudil, da se s svojo močno in zgledno organizirano vojsko udeleži vojne kot enakopravni partner na avstrijski strani, a Karel VI. je ponudbo odklonil in se je zadovoljil z 10.000 vojaki, ki jih je bila Prusija dolžna prispevati kot pomoč cesarstvu. 
V severni Italiji se je novembra 1733 Savoji pridružila Francija, vendar (zaradi nezaupanja med poveljnikoma in nezanimanja Špancev za to območje) napadalcem ni uspelo zavzeti Mantove. V maju 1734 je cesarski poveljnik Mercy (grof Claude Florimond de) pripeljal veliko vojsko preko Alp v Italijo. Prva velika bitka pri Parmi, junija 1734, ni prinesla odločitve (Mercy je v bitki padel), septembra pa so bili Avstrijci pri Guastalli premagani. 
Avstrija je bila najšibkejša v južni Italiji, kje je njene maloštevilne čete maja 1734 v Apuliji pri Bitontu premagala številčno veliko močnejša vojska španskega prestolonaslednika Don Carlosa, kasnejšega španskega kralja Karla III. Zavzel je Neapelj in kmalu nato tudi Sicilijo in se okronal za kralja kraljestva Neapelj-Sicilija.
V Porenju so Francozi junija 1734 na desnem bregu Rena zavzeli utrjeno cesarsko mesto Philippsburg, potem pa jih je uspel princ Evgen Savojski zaustaviti.
Leta 1735 so cesarju v Porenje prišle na pomoč ruske pomožne čete. Francozi so se začeli počasi umikati proti Trieru. Zaradi nadaljnjih nesoglasij med Savojci in Španci je zamrlo bojevanje v Italiji. Francozi so se zbali, da bi na avstrijski strani v vojno posegli Velika Britanija in Nizozemska. Oktobra 1735 so na Dunaju z Avstrijci sklenili preliminarni mir, ki je kasneje tudi obveljal.

## Določila mirovne pogodbe
Avgust III. je ostal poljski kralj. Stanislav Leszczyński je dobil za čas svojega življenja v vladanje Lotaringijo, ki je po njegovi smrti (1766) pripadla Franciji. Avstrija je kraljevino Neapelj-Sicilija prepustila Don Carlosu, ta pa je Avstriji odstopil Parmo in Piacenzo. Avstrijci so lahko obdržali Lombardijo razen Novare in Tortone, ki ju je za sodelovanje v vojni dobila Savoja-Sardinija. Franc I. Lotarinški je v zameno za Lotaringijo dobil Veliko vojvodino Toskano (ki pa mu je po izumrtju Medičejcev leta 1737 pripadala tudi po pravilih dedovanja); v Lotaringiji mu je ostala le grofija Falkenstein.
Ob dokončni potrditvi mirovnega sporazuma med Avstrijo in Francijo novembra 1738 na Dunaju je Francija priznala pragmatično sankcijo (ob pridržani pravici tretjega) in s tem nadvojvodinjo Marijo Terezijo za dedinjo avstrijskih dednih dežel. Kmalu so k sporazumu pristopile tudi druge udeleženke vojne.